# Valtjärnen, Lappland
Valtjärnen är en sjö i Malå kommun i Lappland och ingår i Skellefteälvens huvudavrinningsområde. Sjön har en area på 0,245 kvadratkilometer och ligger 249 meter över havet.

## Delavrinningsområde
Valtjärnen ingår i det delavrinningsområde (723292-166335) som SMHI kallar för Mynnar i Mensträskbäcken. Medelhöjden är 271 meter över havet och ytan är 33,78 kvadratkilometer. Det finns inga avrinningsområden uppströms utan avrinningsområdet är högsta punkten. Vattendraget som avvattnar avrinningsområdet har biflödesordning 4, vilket innebär att vattnet flödar genom totalt 4 vattendrag innan det når havet efter 120 kilometer. Avrinningsområdet består mestadels av skog (54 procent) och sankmarker (39 procent). Avrinningsområdet har 1,1 kvadratkilometer vattenytor vilket ger det en sjöprocent på 3,3 procent.